# Општина Корунд (Харгита)
Корунд (рум. Corund) општина је у Румунији у округу Харгита.
Oпштина се налази на надморској висини од 711 m.